# گواهی آموزش زبان انگلیسی به بزرگسالان

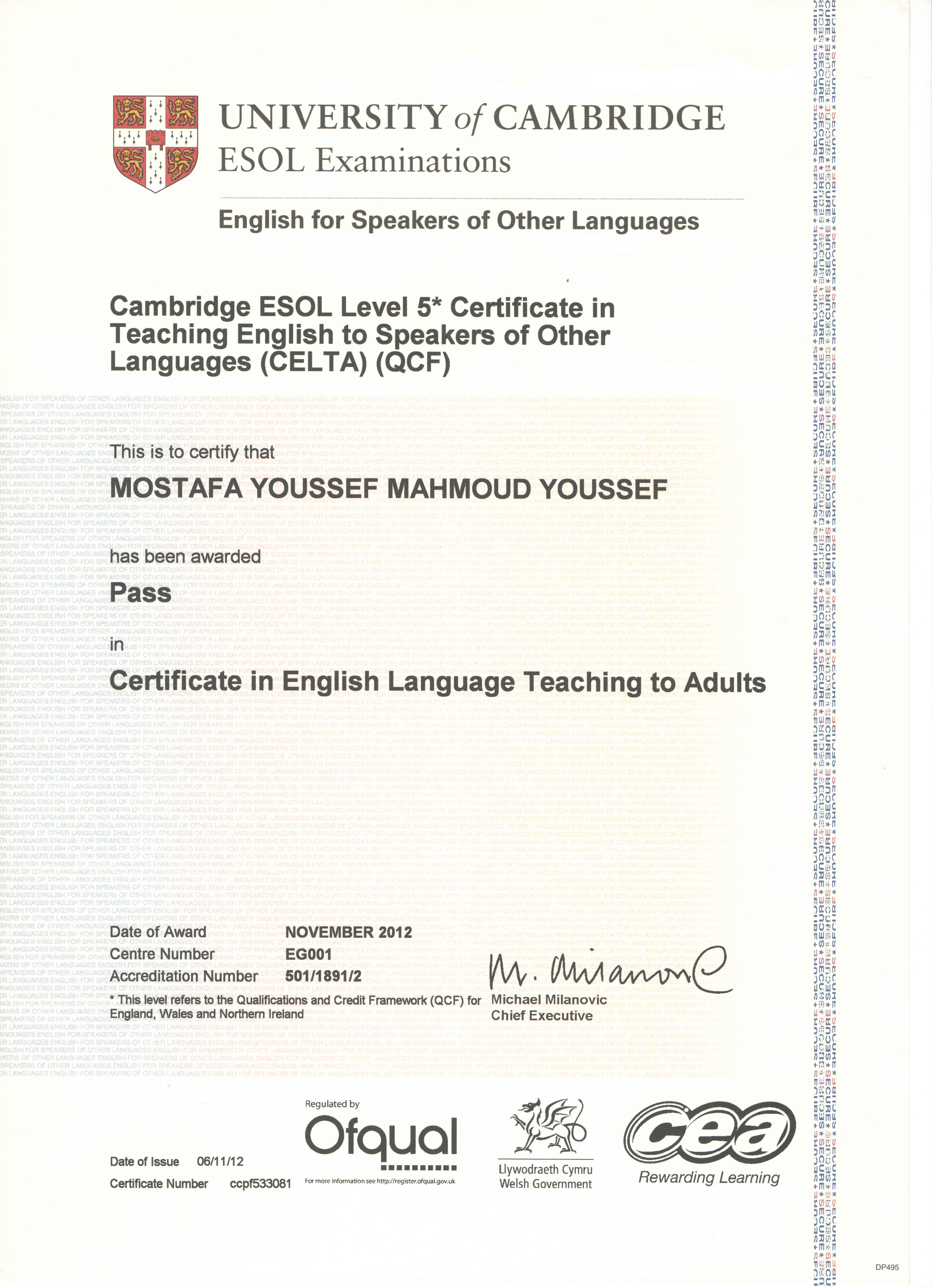
مدرک سلتا دانشگاه کمبریج

گواهی آموزش زبان انگلیسی به بزرگسالان یا سلتا (به انگلیسی: certificate in English Language Teaching to Adults) CELTA تلفظ: /ˈsɛltə/ یک مدرک فنی برای تدریس زبان انگلیسی می‌باشد. این مدرک مختص مدرسینی است که زبان انگلیسی را به عنوان یک زبان بیگانه یا دوم تدریس می‌کنند. 
داشتن مدرک سلتا برای آموزش و تدریس زبان انگلیسی به عنوان زبان بیگانه یا زبان دوم یک الزام می‌باشد. سلتا یک مدرک نخستین برای صلاحیت اشخاصی است که قصد دارند زبان انگلیسی را به عنوان زبان خارجی (بیگانه) تدریس کنند. مدرک سلتا توسط دانشگاه کمبریج اعطاء می‌گردد. این گواهی نامه محبوب‌ترین مدرک آموزشی در دنیا در رابطه با تدریس زبان انگلیسی به عنوان زبان خارجی به‌شمار می‌رود.
برای گرفتن مدرک سلتا، باید۴ تا ۵ هفته به صورت تمام وقت در کلاس‌هایی که به همین منظور تشکیل می‌شوند شرکت کنید، همچنین می‌توان به صورت پاره وقت نیز در عرض چند هفته یا ماه این مدرک را گرفت. 
کلاس‌هایی که به این منظور برگزار می‌شوند توسط موسسه‌های متفاوتی اداره می‌شوند ولی تمامی آن‌ها باید طبق تأیید سندیکای آزمون محلی دانشگاه کمبریج انگلستان (UCLES) باشد.
به افرادی که بتوانند با موفقیت کلاس‌ها را به پایان برسانند گواهی سلتا داده می‌شود، از جمله موارد لازم برای گرفتن این مدرک یک ارزیابی ۶ ساعته از قابلیت تدریس فرد در کلاس‌های واقعی آموزش زبان انگلیسی در دو سطح مختلف می‌باشد. امتیازی که به کاندیدهای این مدرک داده می‌شود براساس میزان توانایی آن‌ها در آموزش زبان می‌باشد به همراه ارائه ۴ تمرین به منظور تعیین سطح نوشتاری فرد که ارزشیابی این متون تنها براساس مبنای قبولی و مردودی سنجیده می‌شود. نمره‌هایی که داده می‌شود بر مبنای A و B است، به صورت تقریبی ۲۰ تا ۲۵ درصد افراد نمره قبولی B را دریافت می‌کنند و حدود ۳ تا ۵ درصد افراد نیز نمره قبولی A.
در ۵۴ کشور جهان بیش از ۲۸۶ مرکز معتبر اعطای مدرک سلتا وجود دارد که هر ساله تقریباً ۹۰۰ دوره آموزشی به این منظور برگزار می‌کنند. هر دوره آموزشی توسط یک ناظر داخلی دانشگاه کمبریج ارزیابی می‌شود (ناظری از طرف سندیکای آزمون محلی دانشگاه کمبریج انگلستان که مجوز اعطای مدرک سلتا را می‌دهد).

## معتبرسازی
سلتا در سطح جهانی به عنوان مدرک معتبری شناخته می‌شود که توسط سازمان ارزیابی غیرانتفاعی دانشگاه کمبریج یعنی سندیکای آزمون محلی دانشگاه کمبریج انگلستان اعطا می‌شود و اعتبار آن مورد تأیید قرار می‌گیرد (قبلاً این کار توسط دپارتمان ESOl – زبان انگلیسی برای دیگر افرادی که به دیگر زبان‌ها صحبت می‌کنند- صورت می‌گرفت). سازمان تعیین مقررات اعطای مدرک و نحوه انجام تست‌ها و امتحان‌های بریتانیا (Ofqual) نیز امر معتبرسازی مدرک سلتا را در سطح ۵ چارچوب اعتبار و صلاحیت‌ها برای انگلستان، ولز و ایرلند شمالی انجام می‌دهد که این سطح با سطح ۵ طبقه‌بندی استاندارد بین‌المللی آموزش (ISCED) مطابقت می‌کند.

## درون مایه
مدرک سلتا به شکلی کلی پنج موضوع را در بر می‌گیرد:
- زبان آموزان و مدرسان و محتوای آموزش و فراگیری
- ارزیابی و آگاهی زبان
- آموزش مهارت‌های خواندن، گوش دادن، نوشتن و مکالمه.
- برنامه‌ریزی‌ها و روش‌های مختلف آموزش
- تقویت حرفه‌ای گری آموزشی و مهارت‌های تعلیمی

## امتیازهای مدرک سلتا
- این مدرک دایمی است
- استادان این دوره‌ها، مربیان مجرب بین‌المللی می‌باشند
- مدرک توسط خود دانشگاه کمبریج ارائه می‌شود
- افرادی که چنین مدرکی دارند در هر جای دنیا دارای فرصت شغلی می‌باشند